# Pouzolzia floresiana
Pouzolzia floresiana är en nässelväxtart som beskrevs av Ib Friis och Wilmot-dear. Pouzolzia floresiana ingår i släktet Pouzolzia och familjen nässelväxter. Inga underarter finns listade i Catalogue of Life.